# Caesarium
Koordinaten: 31° 12′ N, 29° 54′ O
Das Caesarium (lateinisch Caesareum (templum), altgriechisch Καισάρειον Kaisáreion oder altgriechisch Καισάριον Kaisárion) war ein antiker Tempel in der Stadt Alexandria in Ägypten.

## Baugeschichte
Der Überlieferung nach gab Kleopatra VII. den Bau des Tempels entweder zu Ehren von Gaius Iulius Caesar oder von Marcus Antonius in Auftrag, da zuerst der eine und später der andere ihr Liebhaber war. Nach seinem Sieg über Marcus Antonius und Kleopatra im Jahr 30 v. Chr. ließ Octavianus – der spätere Kaiser Augustus – das begonnene Bauwerk vollenden. Der Tempel wurde dem römischen Kaiserkult gewidmet. 13–12 v. Chr. wurden am Eingang des Tempels zwei Obelisken aufgestellt, die als Nadeln der Kleopatra bezeichnet werden. Sie waren mehr als 1400 Jahre früher in der Stadt Heliopolis (in der Nähe von Kairo) im Auftrag von Pharao Thutmosis III. geschaffen worden.
Im 4. Jahrhundert wurde der Tempel in eine christliche Kirche umgebaut. In diesem Gotteshaus wurde im Jahr 415 oder 416 die Mathematikerin und Philosophin Hypatia von einem christlichen Mob umgebracht.

## Beschreibung der Tempelanlage durch Philon von Alexandria
Der jüdische Philosoph und Theologe Philon von Alexandria beschrieb um 40 n. Chr. in seinem autobiografischen, in altgriechischer Sprache verfassten Werk Legatio ad Gaium die Tempelanlage des Caesariums folgendermaßen:
„Die großartigen Bauwerke aller Städte, neue oder alte, werden übertroffen durch die Schönheit und Größe der kaiserlichen (τῶν Καισαρείων tōn Kaisareíōn) und ganz besonders derjenigen in unserem Alexandria. Es gibt kein anderes Heiligtum, das vergleichbar wäre mit dem sogenannten Augusteum, dem Tempel des Kaisers als Beschützer der Seefahrt. Direkt gegenüber dem vorzüglichsten Hafen ragt es in die Höhe, riesig und prächtig, wie sonst nirgends: voller Weihgaben in Form von Bildern und Statuen, rundum verziert mit Silber und Gold; ein weitläufiger heiliger Bezirk, ausgestattet mit allem, was kostbarster Schönheit dient: Säulenhallen, Bibliotheken, Sälen, Gärten, Propyläen und weiten Plätzen unter freiem Himmel: heilbringende Hoffnung für alle, die in See stechen oder in den Hafen einlaufen.“
Das großartige Heiligtum in unmittelbarer Nähe des Hafens hatte offenbar den benachbarten Tempel des Meeresgottes Poseidon in den Schatten gestellt. Gemäß Philons Beschreibung erfüllte das Caesarium im spirituellen Bereich eine ähnliche Funktion wie der Leuchtturm, der berühmte Pharos von Alexandria, im nautischen: Es verlieh den Menschen Sicherheit, wenn sie sich den Gefahren des Meeres aussetzten. Im Heiligtum der Kaiser baten sie vor der Abreise um göttliche Unterstützung; nach glücklicher Ankunft dankten sie hier den Göttern und brachten Weihgaben dar.

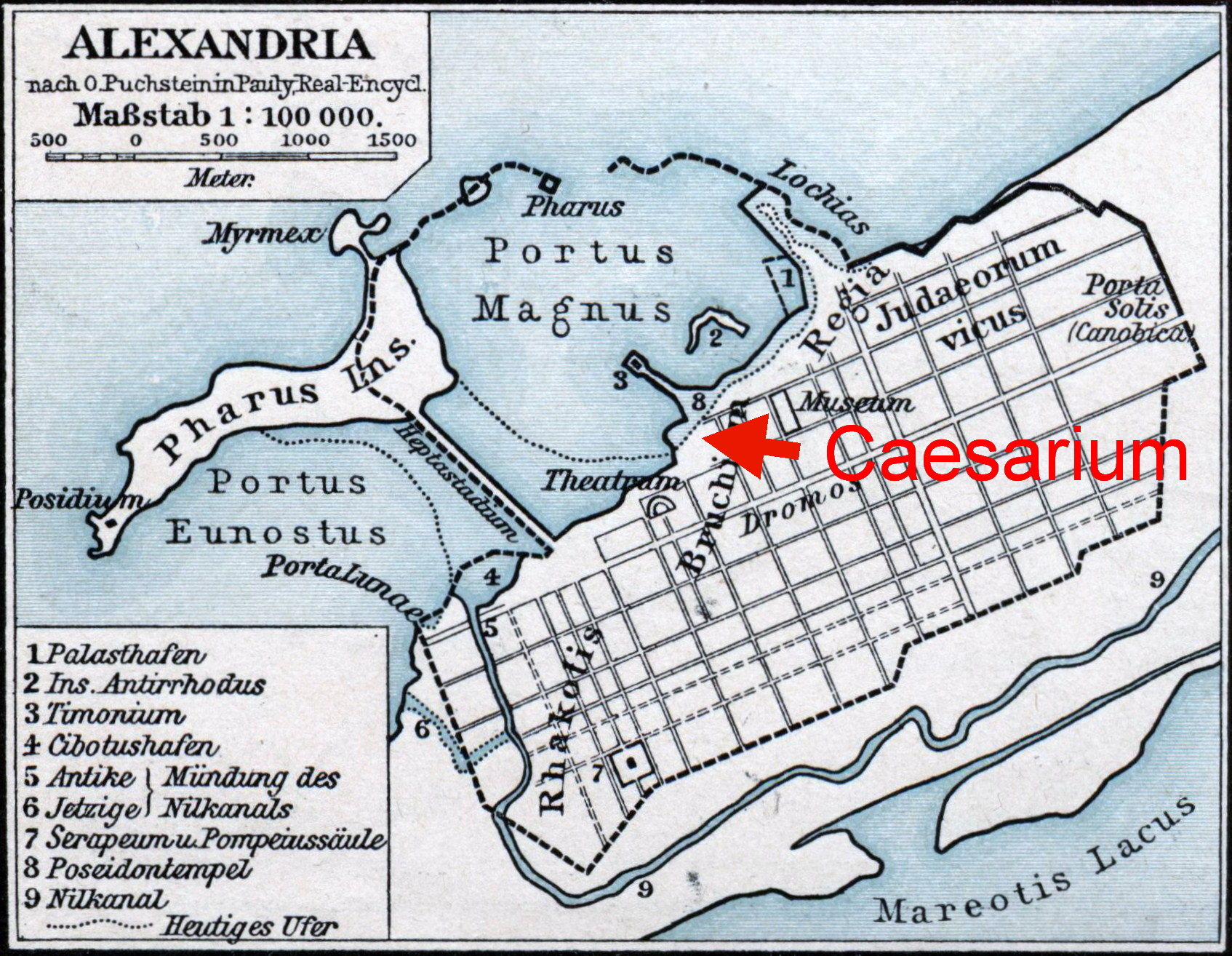
Standort des Caesariums am Hafen der antiken Stadt Alexandria
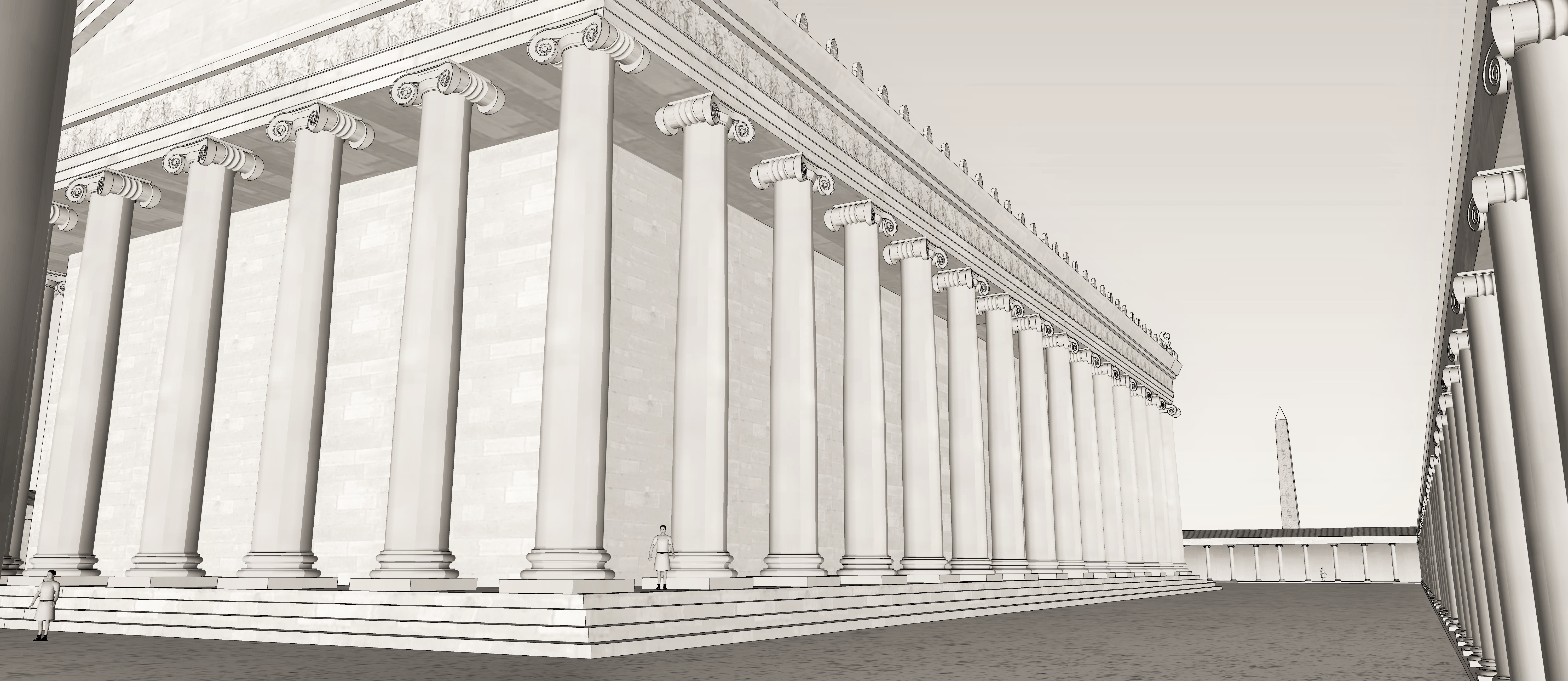
Moderner Versuch einer Visualisierung des Tempels

## Verbleib des Tempels und der Obelisken
Der Tempel und die Obelisken befanden sich an der Stelle, wo heute der Saad Zaghloul-Platz liegt. Der Tempelbau erstreckte sich südwärts, entlang der heutigen Safeya-Zaghloul-Straße.
Vom Caesarium ist heute nichts mehr sichtbar; es liegt unter Schuttschichten der alten Stadt Alexandria begraben. Die Obelisken sind dagegen fast vollständig erhalten geblieben, obwohl einer von ihnen umgestürzt war. Sie galten als die Hauptsehenswürdigkeit von Alexandria bis in das 19. Jahrhundert hinein.
Im 19. Jahrhundert machte der osmanische Herrscher Muhammad Ali Pascha den einen Obelisken der amerikanischen, den anderen der britischen Regierung zum Geschenk. Noch heute kann man die Obelisken im New Yorker Central Park und auf dem Thames Embankment in London besichtigen.
Weitere Erkenntnisse über das Caesarium brachten 2021 veröffentlichte Forschungsarbeiten des Europäischen Instituts für Unterwasserarchäologie (IEASM) im heutigen Osthafen von Alexandria: unter anderem fand man heraus, dass der Tempel schon im Bau gewesen sein muss, als Cleopatra VII. noch ein Kind war, und wo sich das Gebäude ungefähr befunden haben muss.

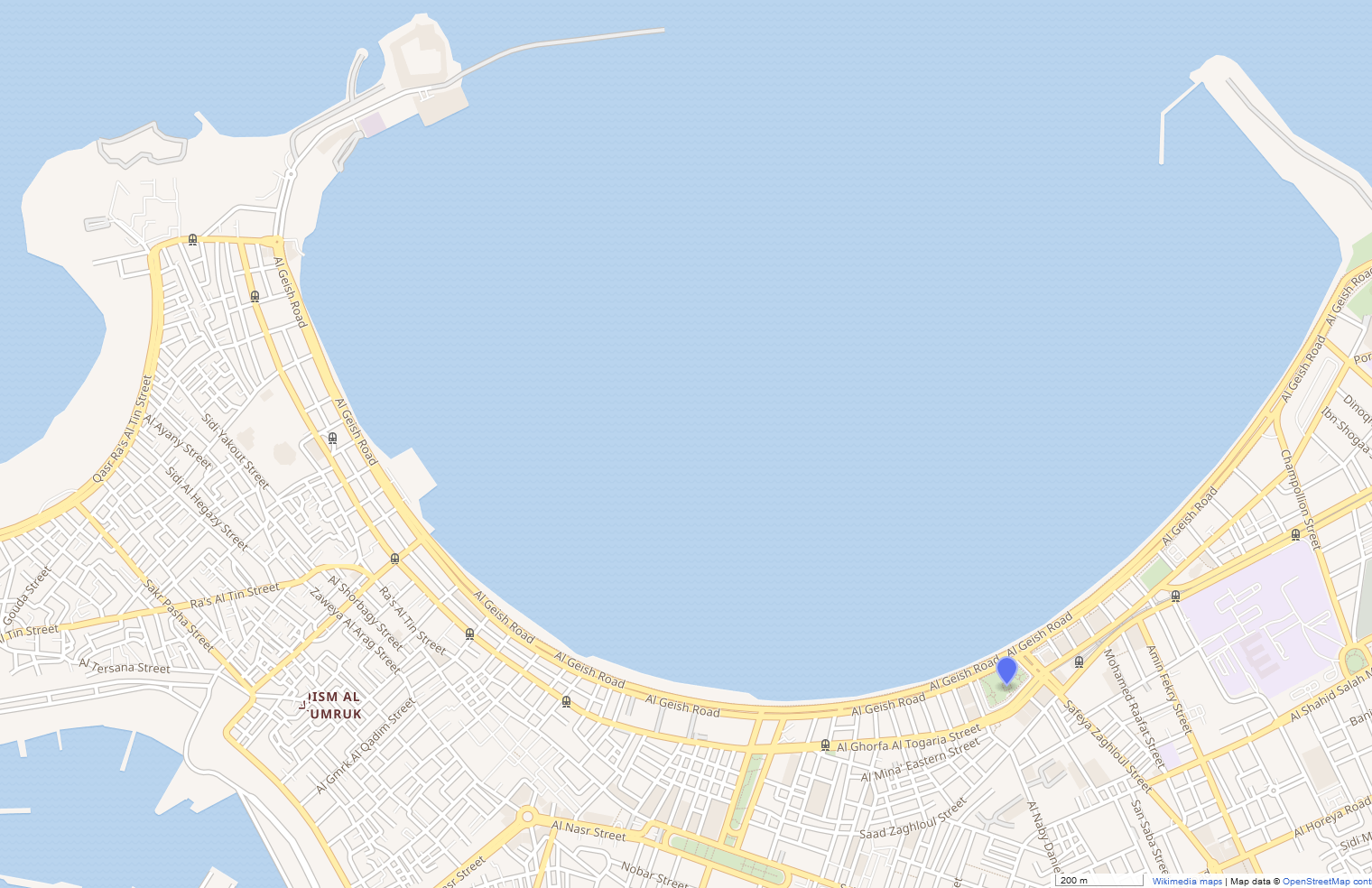
Lokalisierung des Caesariums in der heutigen Stadt Alexandria
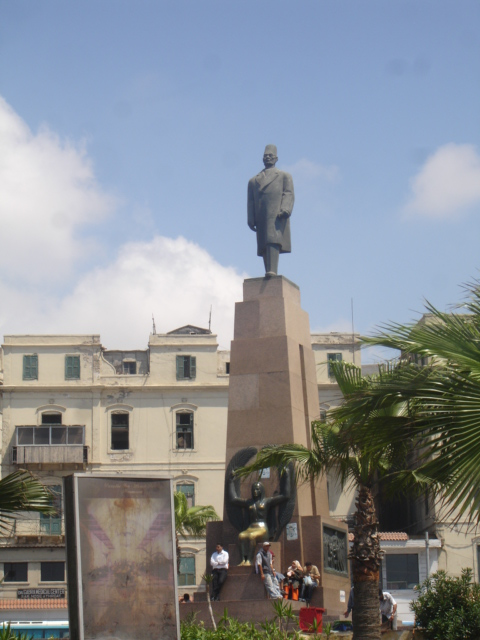
Saad Zaghlul-Denkmal auf dem Gelände des einstigen Caesariums
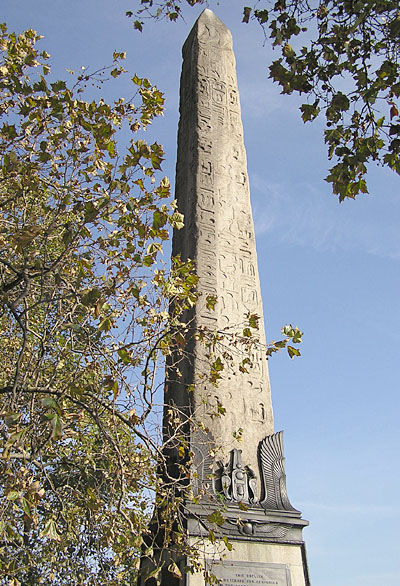
Obelisk des Caesariums in London